# Triyoso
Triyoso is een bestuurslaag in het regentschap Ogan Komering Ulu van de provincie Zuid-Sumatra, Indonesië. Triyoso telt 1533 inwoners (volkstelling 2010).